# Hamburg Cruise Days

Logo der Hamburg Cruise Days

Die Hamburg Cruise Days (englisch für „Hamburger Kreuzfahrttage“, auch kurz Cruise Days) sind eine Werbeveranstaltung der Kreuzfahrtindustrie mit dem Charakter eines Volksfestes in Hamburg, die im Sommer 2008 zum ersten Mal veranstaltet wurde. Der übliche Turnus – alle zwei Jahre in geraden Jahren – wurde 2015 zugunsten einer neuen Kreuzfahrtwoche unterbrochen. Seit 2015 finden die Hamburg Cruise Days und die Seatrade Europe, die europäische Leitmesse der Kreuzfahrtindustrie auf dem Gelände der Hamburg Messe, zeitgleich alle zwei Jahre statt.

## Konzept
Während der Cruise Days laufen mehrere Kreuzfahrtschiffe den Hamburger Hafen an. Die teilnehmenden Reedereien und Kreuzfahrt-Veranstalter präsentieren dabei ihre Schiffe und Reisekonzepte. Begleitet werden die Cruise Days von einem Rahmenprogramm, zu dessen Höhepunkten, wie zum Beispiel einer Schiffsparade im illuminierten Hafen, sich viele Zuschauer an der Elbe einfinden. Die Lichtinszenierung „Blue Port“ des Künstlers Michael Batz illuminiert während der Cruise Days verschiedene Gebäude und Objekte am Hafen ähnlich dem Lichtkunstprojekt „Blue Goal“.

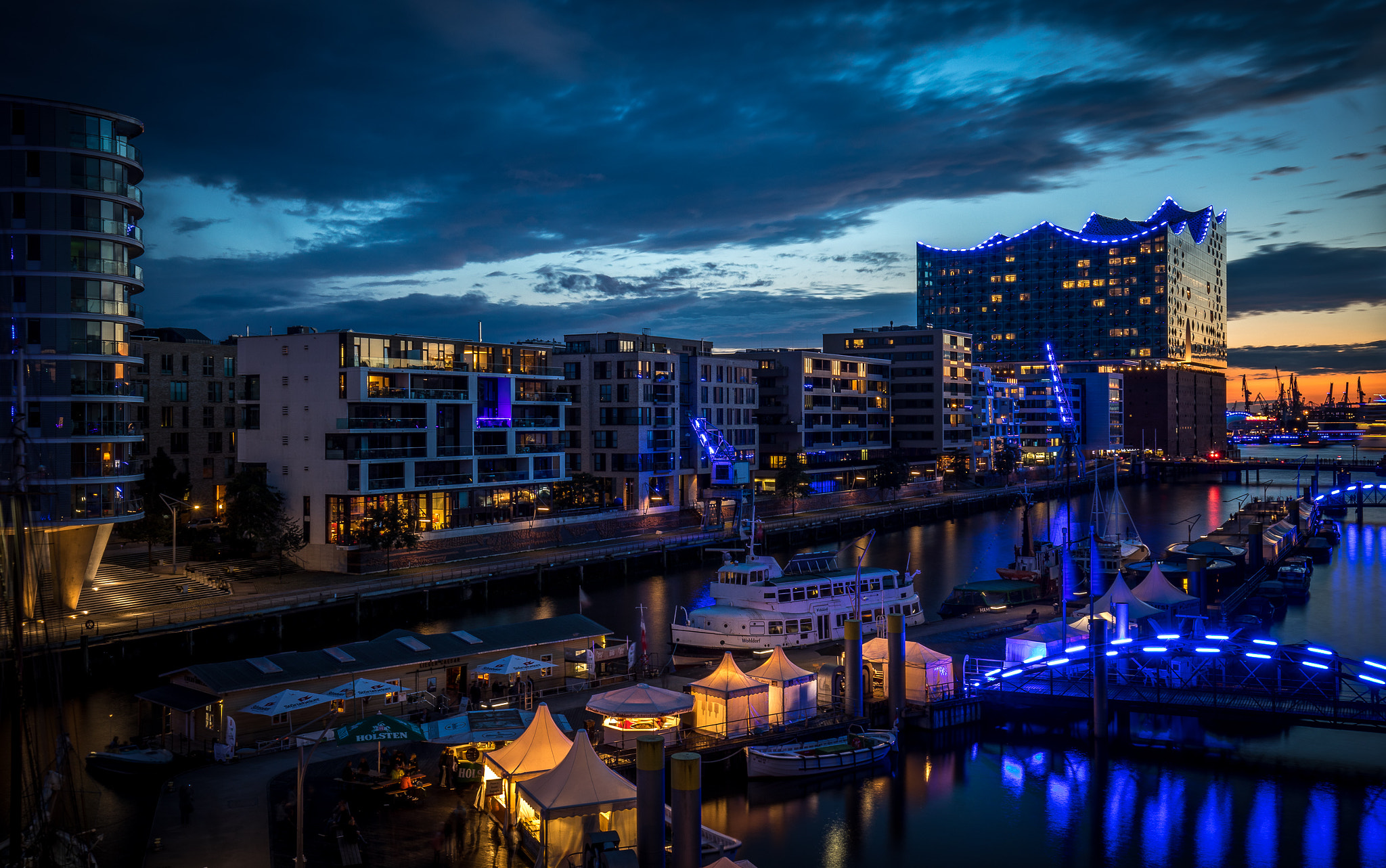
„Blue Port“ bei den Hamburg Cruise Days 2017

### Besucherzahlen
- 2008: 500.000[1]
- 2012: 500.000[3]
- 2014: 600.000[4]
- 2015: 570.000[5]
- 2017: 500.000[6]
- 2022: 135.000[7]
- 2023: 250.000[8]

## Geschichte

### 2008
Die Cruise Days 2008 fanden vom 30. Juli bis zum 3. August statt. Zu sehen waren große Kreuzfahrtschiffe, darunter die Queen Mary 2 und die Deutschland. Es gab zwei Schiffsparaden, an denen auch das Museumsfrachtschiff Cap San Diego und das russische Segelschulschiff Sedov teilnahmen.

### 2010
An den vom 30. Juli bis 1. August 2010 stattgefundenen Cruise Days nahmen insgesamt 23 Reedereien für Hochsee- und Flusskreuzfahrten teil. So stellten in der Fischauktionshalle mehrere Kreuzfahrtreedereien aus. Auch die Sedow und die Cap San Diego waren, wie schon 2008, wieder Bestandteil des Programms.

### 2012
2012 fanden die Hamburg Cruise Days vom 17. bis 19. August statt. Sieben Kreuzfahrtschiffe nahmen an der Veranstaltung teil: Die AIDAluna, die AIDAmar, die Deutschland, die Astor, die Columbus 2, die MSC Lirica und die Queen Mary 2.

### 2014
2014 fanden die Hamburg Cruise Days vom 1. bis 3. August statt.
Insgesamt waren sechs Kreuzfahrtschiffe zu sehen: Die AIDAluna, die AIDAstella, die Deutschland, die Delphin, die Europa und die MSC Magnifica. An der Parade nahmen die AIDAstella, die Deutschland, die Europa und die MSC Magnifica teil. Weiter nahmen unter anderem die Gann, die Cap San Diego und der dampfbetriebene Eisbrecher Stettin teil.

### 2015
2015 fanden die Hamburg Cruise Days vom 11. bis 13. September statt. Der übliche Turnus – alle zwei Jahre in geraden Jahren – wurde 2015 zugunsten der neuen Kreuzfahrtwoche (vom 7. bis 13. September 2015) unterbrochen. Die Hamburg Cruise Days und die Seatrade Europe finden nun alle zwei Jahre zeitgleich statt. Für die Veranstaltung waren sieben Kreuzfahrtschiffe angekündigt: die Costa neoRomantica, die Amadea, die Mein Schiff 4, die Europa, die AIDAbella, die Queen Mary 2 und die MSC Splendida.

### 2017
2017 fanden die Hamburg Cruise Days vom 8. bis 10. September statt. Für die Veranstaltung waren elf Kreuzfahrtschiffe angekündigt: die Silver Wind, die Amadea, die Albatros, die MS Sans Souci, die Europa 2, die Mein Schiff 3, die Europa, die Katharina von Bora, die   AIDAprima, die Norwegian Jade und die MSC Preziosa. Am Abend des 9. September nahmen nur fünf von sechs vorgesehenen Schiffen an der Parade teil. Die Mein Schiff 3 konnte nicht ablegen, da sich ein Tau in der Schiffsschraube verfangen hatte.

### 2019
2019 fanden die Hamburg Cruise Days vom 13. bis 15. September 2019 mit der AIDAperla, der AIDAsol, der AIDAvita, der Amadea, der Costa Mediterranea, der Mein Schiff 4, der Europa, der Europa 2, der MSC Preziosa, der World Explorer, der Frederic Chopin und der Sans Souci statt.

### 2022
Die ursprünglich turnusgemäß für das Jahr 2021 geplante Veranstaltung wurde aufgrund der COVID-19-Pandemie in das folgende Jahr auf den 19. bis 21. August verschoben. Anwesend waren die AIDAprima, die AIDAsol, die Queen Mary 2, die MSC Magnifica und die Otto Sverdrup.

### 2023
Im Jahr 2023 fanden die Hamburg Cruise Days erstmals nach der COVID-19-Pandemie wieder regulär statt. An den drei Veranstaltungstagen vom 8. bis zum 10. September nahmen die Vasco da Gama, die Artania, die Frederic Chopin, die Mein Schiff 6, die World Voyager, die AIDAprima, die Sans Souci, die AIDAsol und die AIDAperla teil.